# Massacre de Dachau

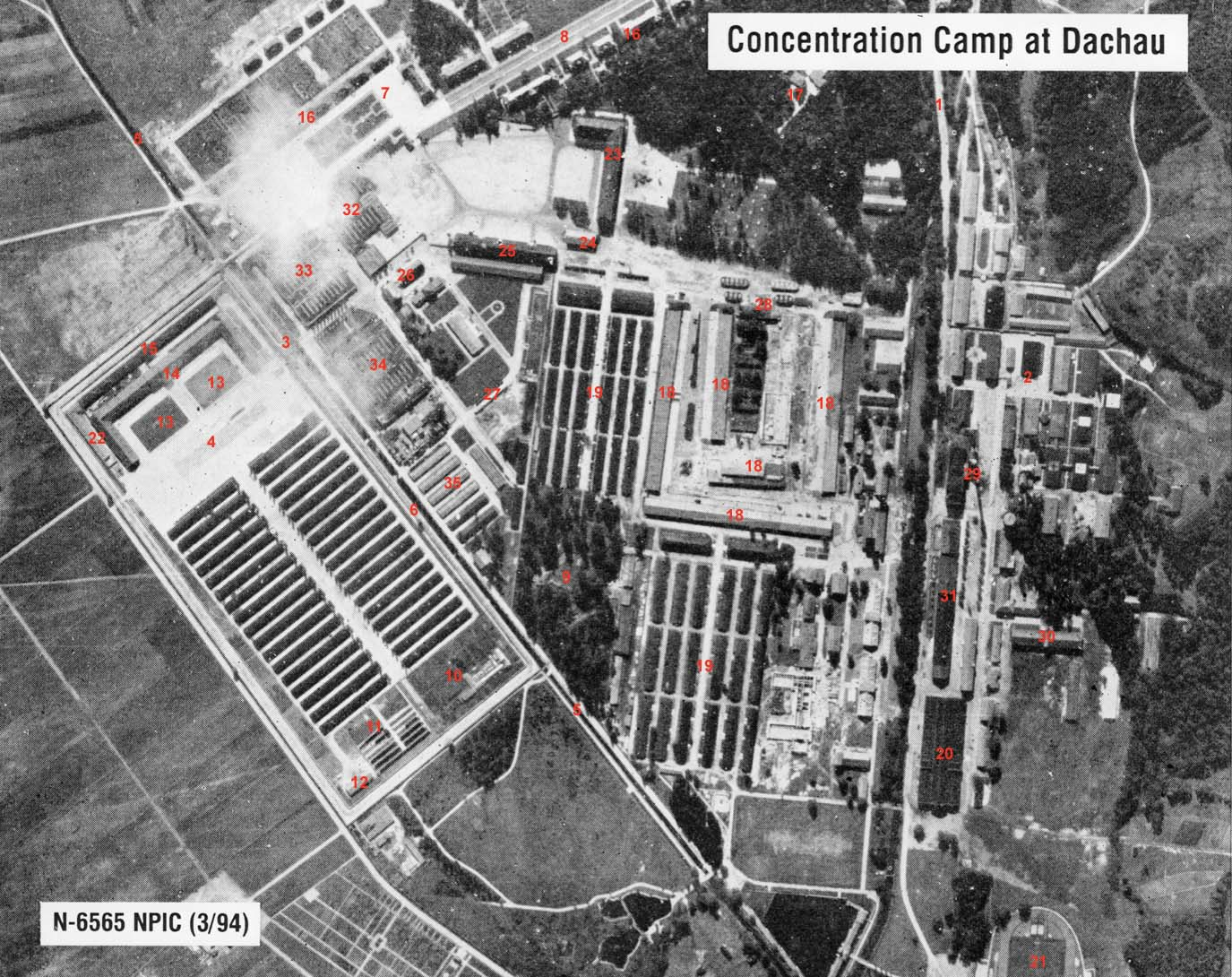
Vue aérienne du camp de Dachau (pour la légende cliquer sur l'image).

Le massacre de Dachau est le nom donné à un acte de représailles, considéré comme un crime de guerre, commis par des soldats américains contre des membres de la SS lors de la libération du camp de concentration de Dachau le 29 avril 1945.
Ces événements ont parfois été utilisés pour accréditer l’idée selon laquelle on se serait trouvé en présence d’une exécution systématique de prisonniers de guerre allemands, une thèse qui se fonde sur un livre écrit par un ex-colonel médecin américain, Howard A. Buechner, dans lequel ce dernier affirme que 560 soldats avaient été exécutés.
Cependant, des sources indépendantes s’accordent à conclure qu'en fait de 39 à 50 membres du personnel de la SS affectés à la garde du camp trouvèrent la mort au cours de divers incidents et actes de vengeance ponctuels, dont certains étaient des exécutions commises en violation des principes du droit international.

## Situation au camp de Dachau
Lorsque les soldats américains pénétrèrent dans le camp, ils furent confrontés à des scènes d'horreur : prisonniers dans un état de maigreur épouvantable, fosses communes où étaient entassés des corps déchiquetés. De la fin 1944 jusqu’au jour de la libération, environ 15 000 détenus trouvèrent la mort, ce qui représente quasiment la moitié du chiffre total des victimes du camp. Le 27 avril 1945, Victor Maurer, un délégué du Comité international de la Croix-Rouge, reçut l’autorisation de pénétrer dans le camp et de distribuer des vivres. Le même jour au soir arriva un convoi ferroviaire transportant des prisonniers en provenance de Buchenwald. Des 4 480  à   4 800  personnes que comportait initialement le convoi, seuls 800 survivants purent être internés dans le camp. Plus de 2300 cadavres furent abandonnés dans le train et autour. Le dernier commandant régulier du camp, l’Obersturmbannführer (lieutenant-colonel) Eduar Weiter, avait déjà pris la fuite le 26 avril. Selon toute apparence, le commandement fut ensuite assuré par le Obersturmbannführer Martin Weiss, qui avait déjà assuré le commandement du camp de septembre 1942 à novembre 1943. Il prit lui aussi la fuite le 28 ou le 29 avril, le commandement étant alors assuré de facto par Heinrich Wicker, un jeune Untersturmführer (sous-lieutenant) de 23 ans. Il semble que dès le 28 avril, le Standartenführer (colonel) SS Kurt Becher avait discuté avec Weiss de la reddition du camp aux troupes américaines.
Le 29 avril, le reste de la garnison souhaita également abandonner le camp, mais en fut dissuadé par le délégué de la Croix-Rouge Victor Maurer. Ce dernier craignait l’évasion des détenus et la propagation subséquente de l’épidémie de typhus dont ils étaient victimes. Les portes du camp restèrent par conséquent gardées et un drapeau blanc y fut arboré.
Le terrain couvert par le camp de Dachau comprenait outre le camp de concentration d’autres installations de la SS – une école de commerce placée sous l’égide du Führer – et des services administratifs, l’école d’infirmerie des SS ainsi que d’autres services. Le camp de concentration originel, autrefois dénommé camp de détention préventive, occupait en fait une superficie relativement réduite par rapport à l’ensemble du complexe.

## Libération du camp par l’armée américaine

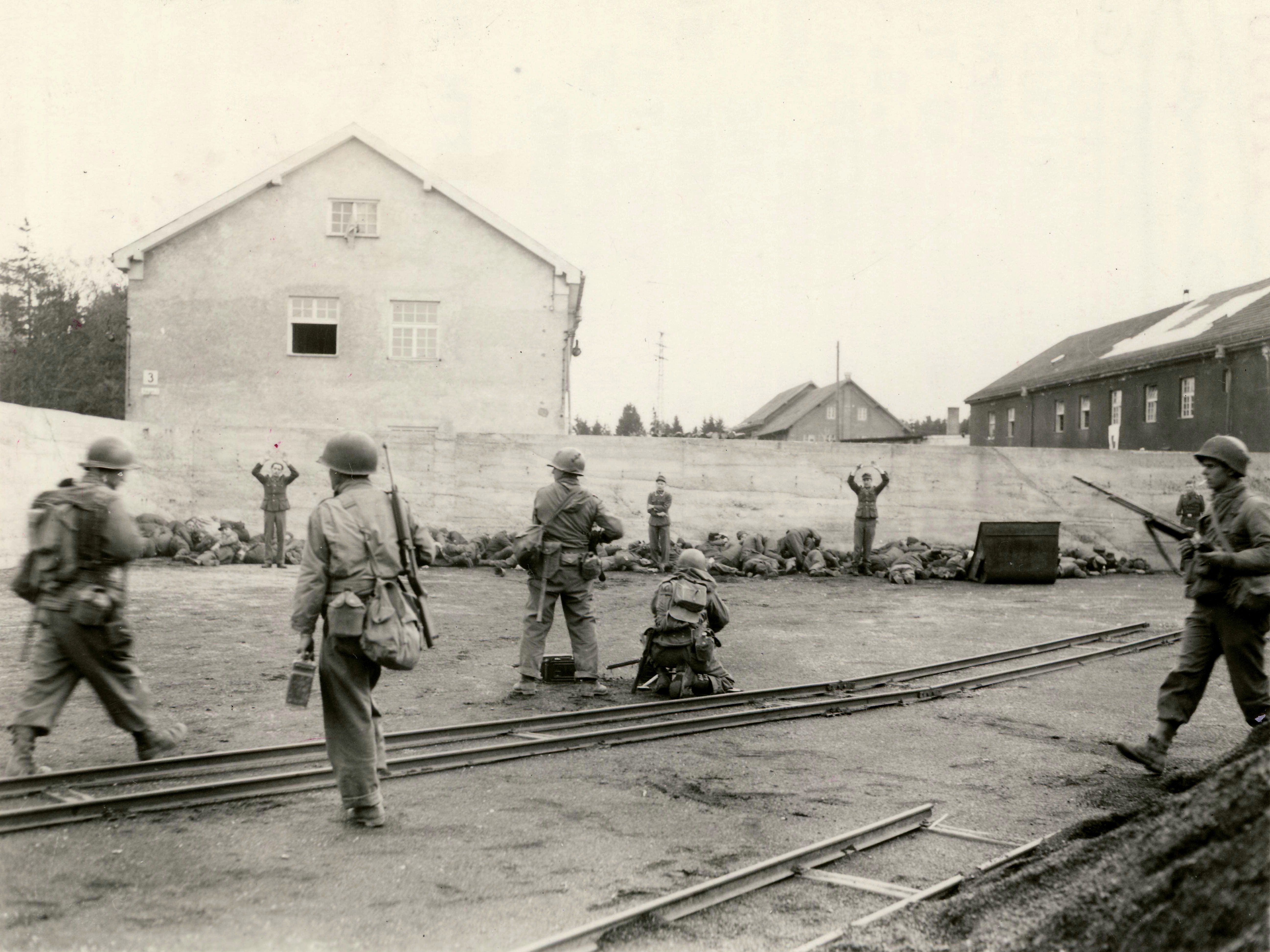
Scène d'exécution dans le dépôt de charbon.

Le matin du 29 avril, le 3e bataillon du 157e régiment de la 45e division d’infanterie de la 7e armée US reçut l’ordre de prendre le camp de Dachau. L’officier commandant le bataillon, le colonel Felix L. Sparks transmit l’ordre à sa compagnie I et en prit lui-même le commandement. Vers midi, les Américains venant de l’Ouest atteignirent l’entrée du camp SS. Sur le chemin d’accès, ils découvrirent le train en provenance de Buchenwald et ses 39 wagons emplis de cadavres. Selon un rapport d’enquête, les mots « ici nous ne ferons pas de prisonniers ! » auraient circulé dans les rangs américains. Au bout du convoi, les Américains tombèrent sur quatre SS qui se rendirent. Ils furent conduits vers le train où le commandant de la compagnie les abattit. Comme ils n'avaient pas été tués sur le coup, un autre soldat acheva les blessés.
Peu après, les soldats atteignirent l’hôpital militaire dont les bâtiments étaient situés à proximité de l’entrée. Au moins une centaine d’Allemands furent extraits de l’hôpital, y compris des femmes. Le chef de compagnie ordonna que les SS soient rangés à part, un prisonnier polonais facilita la sélection en les identifiant. Les 50 à 75 gardes SS sélectionnés de cette façon furent dépêchés vers un dépôt de charbon peu visible et adossés à un mur. Une mitrailleuse fut mise en batterie et le chef de compagnie ordonna les préparatifs de l’exécution. Selon certains témoignages, les SS se mirent en mouvement vers les Américains, d’autres rapportent qu’ils seraient restés tranquillement debout. De même, les récits divergent quant à savoir qui a ouvert le feu ou qui en a donné l’ordre. Il est toutefois avéré que le servant de la mitrailleuse a tiré plusieurs rafales en direction des prisonniers et que trois ou quatre autres soldats américains tirèrent sur ceux-ci avec leurs fusils. Les hommes touchés s’écroulèrent au sol et beaucoup d’autres qui n’avaient pas été touchés se laissèrent également tomber. Une poignée de SS restèrent debout mains levées. En raison d’un enrayage de la mitrailleuse, la fusillade ne dura que quelques secondes. Le colonel Sparks survint peu après et ordonna de cesser le feu. Les survivants furent incarcérés dans la ville de Dachau et les 15 ou 16 hommes qui avaient été tués furent laissés sur place.
Alors que la compagnie I s’avançait en direction du camp de concentration proprement dit, un groupe appartenant à la 42e division d’infanterie US (la division arc-en-ciel) entrait dans l’enceinte générale du camp. Il s’agissait d’une équipe sous le commandement du général Henning Linden, qui devait en principe prendre la tête d’un bataillon chargé d'aller à Munich. À Dachau, il rencontra un correspondant de guerre belge, Paul Levy, qui attira l’attention de Linden sur l’existence du camp de concentration. Ce groupe était accompagné du photographe de presse Raphael Algoet et de la correspondante de guerre Marguerite Higgins. Ils atteignirent également le camp à l’endroit où se trouvait le train empli de cadavres, et se dirigèrent ensuite directement vers le camp de concentration. Chemin faisant, ils rencontrèrent le jeune Untersturmführer Heinrich Wicker et Victor Maurer, qui souhaitaient négocier la reddition du camp. À l’entrée du camp de concentration, le groupe de Linden tomba nez à nez avec les soldats de la compagnie I et le colonel Sparks. Il s’ensuivit une dispute entre Linden et Sparks, Linden exigeant que l’accès au camp soit donné à la journaliste Higgins. Sparks avait toutefois reçu l’ordre de ne laisser personne accéder au camp de concentration avant l’arrivée d’une équipe spécialisée dans le traitement des victimes. Malgré cela, Higgins et un autre membre du groupe Linden escaladèrent la porte et apparurent ainsi comme les premiers libérateurs du camp de concentration.

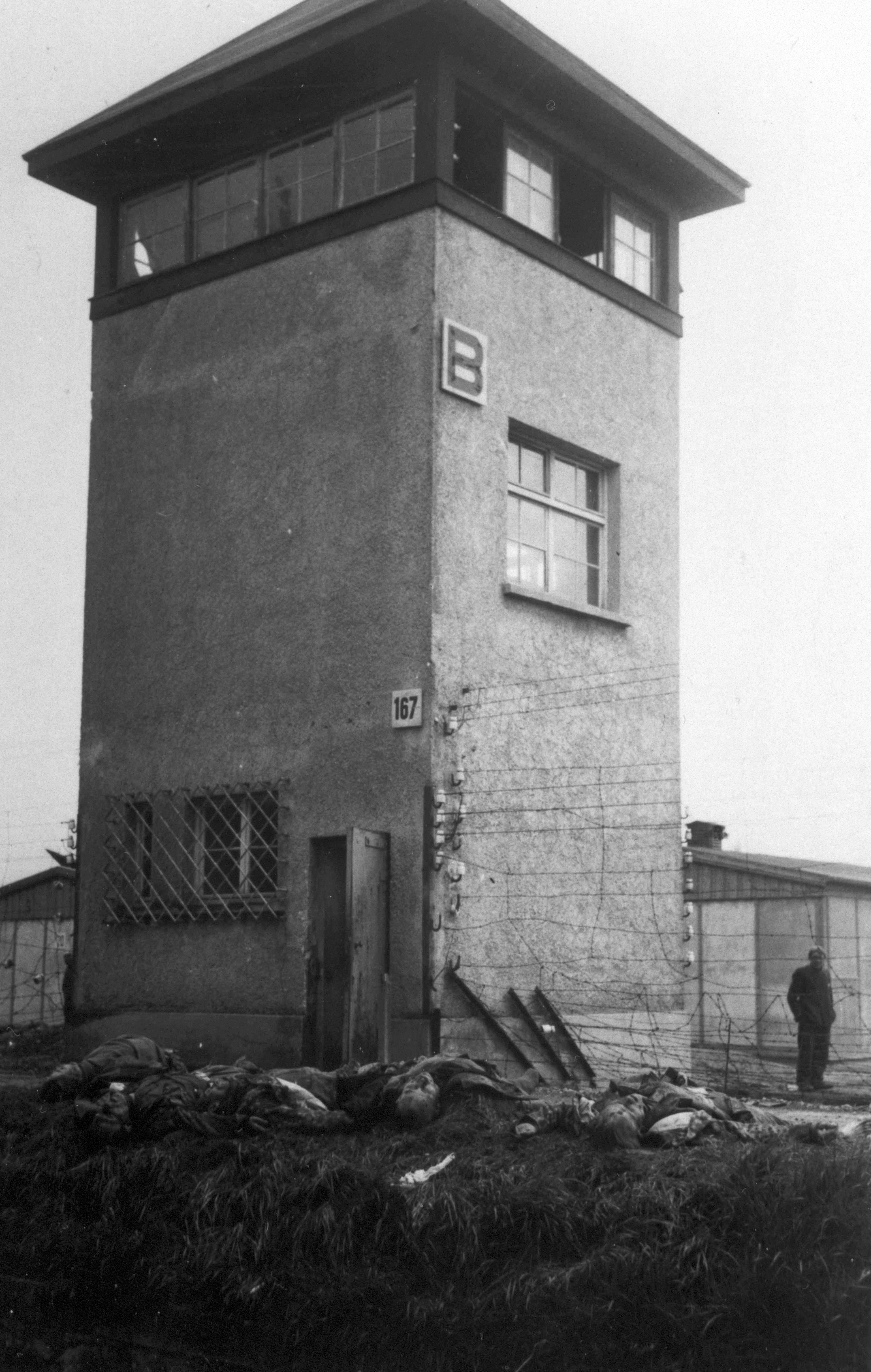
Gardes SS morts au pied de la tour B.

Au cours du mouvement de la compagnie I vers le camp, survinrent plusieurs escarmouches avec des SS en fuite. Un échange de coups de feu eut également lieu lors de la prise des tours de garde. La dernière tour à être encore occupée était la tour B au nord de l’entrée principale du camp de concentration (le « Jourhaus »). Les Américains s’en approchèrent – sans essuyer de coups de feu – en deux groupes. Un soldat tira une salve en direction de la tour, ce qui incita les hommes qui la gardaient à se rendre. Les prisonniers furent alignés sur deux rangs. Les événements qui suivirent n’ont jamais pu être clairement expliqués. Le fait est toutefois que les soldats ont ouvert le feu sur les prisonniers. Par la suite, on devait relever six morts au pied de la tour et trois de plus dans le canal du Würm. Au cours de la marche le long du canal, huit autres prisonniers furent abattus. Les témoins rapportèrent qu’un GI tira à bout portant sur un SS. Une incertitude subsiste toutefois quant au fait de savoir s’il s’agissait d’un membre du détachement occupant la tour ou d’une autre victime. Dans le rapport d’enquête cité ci-dessus, on écrivit à ce sujet : « cette action ressemble à une exécution comparable aux autres cas décrits dans ce rapport ».
Par ailleurs, les prisonniers exercèrent également leur vengeance à l’égard des SS, des Kapos et des collaborateurs. Selon des évaluations de la 7e armée US, 25 à 50 personnes furent tuées par les détenus dans les 24 heures qui suivirent la libération du camp. Plusieurs jours après la libération, des actes de vengeance eurent encore lieu. Ainsi, le 2 mai, un soldat de garde appartenant à la compagnie L se fit subtiliser son fusil par plusieurs détenus qui s’en servirent pour abattre deux hommes supposés appartenir à la SS.
Le processus de la libération du camp fit l’objet d’un examen par une commission dirigée par l’inspecteur général adjoint Joseph M. Whitaker. Le nombre de prisonniers dont il est certain qu’ils furent tués par des soldats en violation du droit international s’élève à 39 personnes, le nombre maximal étant évalué à 50. La commission recommanda la mise en œuvre de cinq procédures de traduction en cour martiale pour meurtre, d’une procédure de mise en accusation pour non assistance à personne en danger à l’encontre de Howard Buechner et l’octroi d’un blâme. La direction de la 7e armée américaine considéra que le résultat de l’enquête n’était pas satisfaisant. Aucun des soldats mis en cause n’eut à affronter une cour martiale.

## La création de la légende
Dans les récits des anciens prisonniers de Dachau, l'exécution des SS est rapportée de façon marginale. Afin de relativiser ou minimiser la situation dans le camp de concentration, des auteurs révisionnistes ont fait du sort des gardiens du camp le point central de leurs réflexions. Le but de ces travaux était selon le cas de présenter les crimes de guerre comme des actes « normaux » ou les soldats américains comme des tueurs et des croisés cruels. Le premier auteur qui s’intéressa aux événements survenus lors de la libération du camp de concentration de Dachau fut l’ancien SS Erich Kern. Le livre de l'ancien médecin divisionnaire américain Howard Buechner, paru en 1986, Dachau: The Hour of the Avenger constitue le fondement essentiel de la légende qui veut que tous les SS capturés dans l’enceinte du camp aient été exécutés. Les pièces du rapport d’enquête de Whitaker, déclassifiées en 1992, ainsi qu’une recherche sur les sources effectuée par John H. Linden (le fils du Général Henning Linden) permirent de réfuter les affirmations de Buechner.

### Erich Kern
L’ancien Untersturmführer SS Erich Kern (en) (né Erich Kernmayr) rendit public en 1964 un travail révisionniste sous le titre Verbrechen am deutschen Volk. Eine Dokumentation alliierter Grausamkeiten (« Crimes contre le peuple allemand. Une documentation des cruautés alliées »), prolongé en 1971 par l’ouvrage Meineid gegen Deutschland. Eine Dokumentation über politischen Betrug (« Parjure contre l’Allemagne. L’escroquerie politique documentée »). Dans ces publications, Kernmayr avait cité le récit de l’Oberscharführer Hans Linberger, qui, au moment de la libération du camp, y était en service en tant que blessé lourd dans une compagnie de réserve. Linberger faisait partie des hommes qui furent amenés devant le dépôt de charbon pour y être exécutés, mais il en réchappa sans être blessé. Selon son récit, douze hommes furent tués au cours de cette exécution. Le compte-rendu de Linberger paraît crédible, si on fait abstraction de certains propos typiques propres à la droite national-socialiste qui figurent dans le texte de Kern. Les descriptions de Linberger réfutent les hypothèses selon lesquelles tous les SS du camp auraient été exécutés.

### Howard Buechner
En tant que commandant du personnel médical attaché à la 45e division d’infanterie, le colonel Howard A. Buechner était sur place au moment de la libération du camp de Dachau. Il publia en 1986 le livre Dachau. The Hour of the Avenger (Dachau. L’heure du vengeur). Selon ses descriptions, 560 prisonniers auraient été exécutés au moment de la reddition du camp. D’après Buechner, 346 hommes furent abattus dans le dépôt de charbon par le 1er lieutenant Jack Bushyhead, décédé en 1977. En outre, un soldat surnommé Birdeye aurait tué 12 hommes. De plus, il ajoutait à ce décompte 122 prisonniers tués sur place, 40 gardes tués par les détenus, 30 SS tués au combat et 10 autres qui seraient arrivés à s’échapper mais auraient été repris et tués à leur tour. Comme Buechner était à la fois témoin oculaire et membre de l’armée américaine, son livre fut accueilli comme une preuve irréfutable du massacre de Dachau et constitua de ce fait le fondement sur lequel se construisit la légende du meurtre de masse.
Ses déclarations purent toutefois être réfutées sur la base du rapport d’enquête de Joseph Whitaker. Compte tenu de ce rapport, qui recommandait la mise en accusation de l’intéressé en raison d’un refus d’assistance à personne en danger, les motifs de Buechner sont évidents. Cette mise en accusation fut demandée en raison de la circonstance que Buechner n’avait prêté aucune assistance aux blessés de la fusillade du dépôt de charbon. Dans son livre, il justifia ce fait par l’argument que des détenus furieux auraient achevé les Allemands encore en vie à coups de pistolet. En dehors du livre de Buechner, il n’existe aucune autre source qui rapporte ce fait.
Buechner reprit le chiffre de 560 SS d’un livre du journaliste Nerin Gun, dont les déclarations paraissent peu fiables. Selon Gun, ce chiffre fut établi lors d’un appel matinal effectué par un certain Lieutenant Heinrich Skodzensky. On ne put toutefois jamais établir l’existence d’un homme ayant porté ce nom et on présume qu’il pourrait s’agir de Heinrich Wicker. En partant du chiffre global de 560 hommes, Buechner décompta 122 hommes (un chiffre global qui est cité par le photographe de l’armée Georges Stevens Jr.), les 40 qui furent tués par les détenus, les 30 morts au combat, les 10 fuyards tués après avoir été repris et les 12 gardes du camp abattus par le soldat Birdeye. Le solde fut attribué par Buechner à l’exécution ayant eu lieu dans le dépôt de charbon qui, selon ses dires, aurait été menée essentiellement par le lieutenant Bushyhead. En outre, Buechner prétendit que Bushyhead lui aurait répondu, lorsqu’il l’avait interrogé sur ses motifs, qu’il avait agi ainsi en raison de la situation qu’il avait découverte dans le camp et près des fours crématoires. Il est toutefois avéré qu’au moment de la fusillade dans le dépôt de charbon, les soldats américains n’avaient pas encore atteint le camp de concentration proprement dit.
En reportant la responsabilité essentielle du massacre sur Bushyhead et par d’autres affirmations qui, selon les procès-verbaux d’audition de Whitaker, sont fausses (par exemple, des médecins allemands auraient refusé une offre d’assistance de Buechner), Buechner présentait son propre rôle dans l’affaire sous un jour nettement plus positif.

### Le rôle du général Patton
Dans son livre, Buechner prétendait que le général George S. Patton, à l’époque gouverneur militaire de Bavière, aurait pris connaissance du rapport d’enquête à charge contre les participants à l’exécution et l’aurait ensuite personnellement classé avant d’en brûler les annexes. Ceci a été considéré dans les cercles d’extrême droite comme la preuve que du côté américain de tels crimes de guerre étaient couverts voire approuvés au plus haut niveau de la hiérarchie. Le fait est que la position prise par le général Alexander McCarrell Patch, commandant la 7e Armée US, s’efforçait de minimiser les faits. Ainsi, on considéra que seules les exécutions près du train constituaient une violation du droit international. Dans tous les autres cas – en particulier en ce qui concerne les exécutions dans le dépôt de charbon et dans le camp de concentration – les descriptions faites par les accusés furent adaptées de telle sorte qu’elles étaient présentées comme la répression de tentatives d’évasion. En définitive, les auteurs de ces actes ne furent pas inquiétés et aucun procès n’eut lieu. La légende relative à Patton résulte selon toute vraisemblance d’une enquête mise en branle par le général Linden à charge contre le colonel Sparks, à la suite de l'altercation qui les avait mis aux prises à l’entrée du camp de concentration. En raison de l’estime qu’il portait à Sparks, Patton classa sans suite la procédure à sa charge, mais les exécutions faisaient toutefois l’objet d’une procédure distincte.

## Épilogue

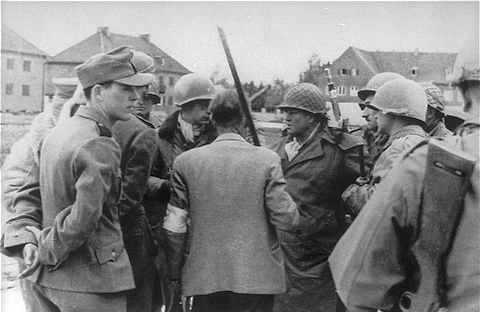
SS et soldats américains au moment de la reddition du camp. À partir de la gauche : SS non identifié, Heinrich Wicker (en grande partie caché), Paul Levy, Victor Maurer (tournant le dos à l'objectif), le Gén. Linden (casque recouvert d'un filet de camouflage) et d'autres soldats américains.

Dans son livre, Howard Buechner écrivit : « Techniquement, il s’agissait peut-être d’un acte inapproprié, et les morts de ces quelques centaines de sadiques pourraient difficilement constituer compensation pour les millions de gens qui souffrirent et moururent des mains de tant d’autres participants à la Solution Finale.  Malgré cela, dans ce cas précis du moins, la vengeance fut complète. »
Il glorifia le soi-disant « Vengeur », le lieutenant Bushyhead et en fit un héros. Certaines personnes critiquent ce point de vue en soutenant qu'il s’agissait de l’exécution de combattants désarmés et faits prisonniers, ce qui constitue une violation de la seconde convention de Genève de 1929 et donc d’un crime de guerre, et qu'il n’est pas à l’honneur de l’armée américaine que les griefs soulevés par le Colonel Whitaker dans son rapport d’enquête n’aient pas fait l’objet de poursuites.
Il convient cependant d’admettre qu’aucun massacre systématique n’a eu lieu. Au contraire, il s’agissait sans exception d’actes de représailles imputables à quelques individus. À cet égard, il y a lieu de prendre en considération l’énorme pression psychologique à laquelle ces soldats étaient soumis, d’une part en raison des combats eux-mêmes et, d’autre part (et avant tout), du fait de la découverte de la situation atroce qui régnait dans le camp. La vue du train entraîna même chez des vétérans endurcis l’effroi et l’incompréhension.
Les victimes n’étaient probablement pas les SS appartenant à des groupements de la Totenkopf, qui avaient fait régner la terreur sur le camp pendant des années. Les gardes habituels du camp avaient, au moment de l’arrivée des troupes américaines, pris la fuite depuis longtemps de sorte qu’à ce moment, le camp était sous la garde d’unités de réserve qui étaient composées partiellement de SS de faible constitution incorporés à la hâte.

## Citations
« À l’instant j’entends encore que des prisonniers énervés ont arraché les mitraillettes des mains des soldats et ont abattu les SS qui se tenaient avec les mains en l’air derrière la clôture électrifiée »

— Edgar Kupfer-Koberwitz, rapporte la prise de la tour

« You would not have come to here to do that. That is not the American way of fighting. (Vous n'êtes pas venus ici pour agir ainsi. Ce n'est pas la façon de se battre des Américains) »

— Déclaration d’un Lieutenant américain figurant dans les procès-verbaux d’auditions de Whitaker, selon Zarusky

« Dans l’excitation [ …] plusieurs détenus trouvèrent la mort en essayant de se faufiler à travers la clôture électrifiée.  Quelques-uns […] furent abattus par des SS mal avisés qui avaient pris position dans une tour de garde.  Les détenus assaillirent la tour et défenestrèrent les six SS. »

— extrait du reportage de Marguerite Higgins dans le New York Herald Tribune

« Perhaps it was a technically improper act, and the deaths of these few hundred sadists could hardly atone for the millions of people who suffered and died at the hands of so many other participants in 'The Final Solution.' Nonetheless, in this instance at least, vengeance was complete. »

— Howard A. Buechner

« It is felt that his shooting into them was entirely unwarranted; the whole incident smacks of execution similar to the other incidents described in this report. »

— Joseph Whitaker

« It was the foregoing incident which has given rise to wild claims in various publications that most or all of the German prisoners captured at Dachau were executed. Nothing could be further from the truth, The total number of German guards killed at Dachau during that day most certainly did not exceed fifty, with thirty probably being a more accurate figure. »

— Felix L. Sparks

« During the early period of our entry into the camp, a number of Company I men, all battle hardened veterans became extremely distraught. Some cried, while others raged. Some thirty minutes passed before I could restore order and discipline »

— Felix L. Sparks

## Au cinéma
Dans le film Shutter Island de Martin Scorsese, basé sur le roman du même nom de Dennis Lehane, le personnage principal, interprété par Leonardo DiCaprio, est un soldat d'infanterie de l'US Army qui participe à la libération du camp et à l'exécution des gardiens. Marqué par ses actes, il est surtout traumatisé par les horreurs dont il a été témoin au moment de la libération du camp (en particulier les charniers).
Les évènements du massacre du camp de Dachau sont également relatés dans le final de la mini-série Netflix "The Liberator" racontant l'épopée du Major Sparks et de ses "Thunderbirds".